# Abureni jezik
Abureni jezik (mini; ISO 639-3: mgj; mini), nigersko-kongoanski jezik uže skupine cross river, kojim govori 4 000 ljudi u južnonigerijskoj državi Bayelsa, u gradovima Agrisaba, Idema, Okoroba i Opume. 
Etnička grupa zove se Abureni.

## Vanjske poveznice
- Ethnologue (14th)
- Ethnologue (15th)